# Biennale Némo
 (janvier 2024).
La mise en forme du texte ne suit pas les recommandations de Wikipédia : il faut le « wikifier ».
Les points d'amélioration suivants sont les cas les plus fréquents :
- Les titres sont pré-formatés par le logiciel. Ils ne sont ni en capitales, ni en gras.
- Le texte ne doit pas être écrit en capitales (les noms de famille non plus), ni en gras, ni en italique, ni en « petit »…
- Le gras n'est utilisé que pour surligner le titre de l'article dans l'introduction, une seule fois.
- L'italique est rarement utilisé : mots en langue étrangère, titres d'œuvres, noms de bateaux, etc.
- Les citations ne sont pas en italique mais en corps de texte normal. Elles sont entourées par des guillemets français : « et ».
- Les listes à puces sont à éviter, des paragraphes rédigés étant largement préférés. Les tableaux sont à réserver à la présentation de données structurées (résultats, etc.).
- Les appels de note de bas de page (petits chiffres en exposant, introduits par l'outil «  Source ») sont à placer entre la fin de phrase et le point final[comme ça].
- Les liens internes (vers d'autres articles de Wikipédia) sont à choisir avec parcimonie. Créez des liens vers des articles approfondissant le sujet. Les termes génériques sans rapport avec le sujet sont à éviter, ainsi que les répétitions de liens vers un même terme.
- Les liens externes sont à placer uniquement dans une section « Liens externes », à la fin de l'article. Ces liens sont à choisir avec parcimonie suivant les règles définies. Si un lien sert de source à l'article, son insertion dans le texte est à faire par les notes de bas de page.
- La présentation des références doit suivre les conventions bibliographiques. Il est recommandé d'utiliser les modèles {{Ouvrage}}, {{Chapitre}}, {{Article}}, {{Lien web}} et/ou {{Bibliographie}}. Le mode d'édition visuel peut mettre en forme automatiquement les références.
- Insérer une infobox (cadre d'informations à droite) n'est pas obligatoire pour parachever la mise en page.

Pour une aide détaillée, merci de consulter Aide:Wikification.
Si vous pensez que ces points ont été résolus, vous pouvez retirer ce bandeau et améliorer la mise en forme d'un autre article.
La biennale Némo, en forme longue biennale internationale des arts numériques Némo, est une manifestation d'art contemporain qui inclut des expositions, performances, installations, spectacles, concerts et rencontres, pendant plusieurs mois dans de nombreux sites franciliens. Créé en 1998 sous la forme d'un festival annuel du cinéma, le format actuelle de la biennale est en place depuis 2015. Lors de chaque édition, l'exposition principale se tient au Centquatre-Paris.

## Histoire
Le festival Némo est créé en 1998 comme un festival annuel du cinéma indépendant créé par Gilles Alvarez.
Les éditions du festival entre 2000 et 2003 se tiennent au Forum des images. Le festival Némo est une production de l’association Thécif (Théâtre Cinéma et Chanson en Ile-de-France), créée en 1990 à l’initiative de la Région Ile-de-France.
En 2004, l'association Thecif devient Arcadi, établissement public de coopération culturelle pour les arts de la scène et de l’image en Ile-de-France, qui sera dissous en 2018. Le festival est dorénavant produit par Arcadi. On peut y voir des films de Virgil Widrich, du collectif Shynola, d'Ange Leccia et Dominique Gonzalez-Foerster.
En 2005, le festival Némo rend notamment hommage à Dominique Gonzalez Foerster.
En 2006, le festival se déroule à l'Espace Multimédia Gantner, à Bourogne. Il est dédié aux images numériques, animations 2D et 3D, et aux installations interactives. Les artistes présentés sont notamment Luis Nieto, Hendrick Dusollier, Yann Bertrand et Damien Serban, Bertrand Bey et Pierre Ducos, Philippe Grammaticopoulos, H5, Arnaud Ganzerli, Laurent Bourdoiseau et Jérôme Blanquet, Gaelle Denis, Johan Thurfjell, Edouard Salier.
En 2008, la partie film du festival est programmée dans des cinémas à Paris et en Ile-de-France. Des installations sont présentées au Cube – Centre de création numérique à Issy-les-Moulineaux et à la La Bellevilloise, ainsi qu'à Montréal au Québec.
En 2009, le festival est présent au Forum des images, à l'Église Saint-Eustache de Paris, au Cube à Issy-les-Moulineaux.
En 2010, le festival inclut une exposition au Centquatre-Paris, ainsi que de multiples sons et lumières,  performances, installations numériques, et projections. Sont notamment présentés: Logorama, une installation de Lab[au].
En 2013, lors de sa 16ème édition, le festival inclut des performances audio-visuelles live.
En 2014, le festival Némo devient la biennale internationale des arts numériques Némo. Il n'y a pas d'édition 2014.

## Biennale 2015
La première biennale Némo est organisée par Arcadi. La biennale se tient d'octobre 2015 à janvier 2016. Sa thématique est "Prosopopées : quand les objets prennent vie". Une trentaine de lieux accueillent des spectacles et des expositions, notamment la Gaîté-Lyrique, l’Avant Seine / Théâtre de Colombes, le Cube ou encore la Philharmonie de Paris.
A cette occasion est organisée une exposition au Centquatre-Paris qui inclut une trentaine d'oeuvre d'art contemporain numérique, de décembre 2015 à janvier 2016. Cette exposition est codirigée par José-Manuel Gonçalvès et Gilles Alvarez. Les artistes exposés sont Lab[au], Guillaume Marmin, Bill Vorn & Louis-Philippe Demers, Krištof Kintera, Étienne Rey, Olivier Ratsi, Joris Strijbos & Daan Johan, Nyloïd d'André & Michel Décosterd.

## Biennale 2017
Cette biennale a lieu d'octobre 2017 à mars 2018. Sa thématique est "Hasard, Accident ou Sérendipité". La biennale inclut 130 événements dans 60 lieux en Île-de-France et est produite par Arcadi avec le soutien de la région.
De décembre 2017 à mars 2018 est organisée une exposition au Centquatre-Paris intitulée "les faits du hasard" présentant une trentaine d'oeuvres d'art contemporain numérique. Les artistes exposés sont Cyril Leclerc & Elizabeth Saint-Jalmes, Nicolas Maigret, Alice Jarry, Lawrence Malstaf, Pascal Haudressy, Fabien Léaustic, Kathy Hinde, Mathias Isouard, Nelo Akamatsu, Linda Sanchez, Topological Media Lab, David Bowen, Jingfang Hao, Quentin Euverte et Florimond Dupont, Jackson, Alba Triana, Juan et Santiago Cortés, Jérôme Cavalière, Romain Gandolphe, BeAnotherLab, Vivien Roubaud, Guillaume Marmin, Martin Messier, Fabien Zocco, yang02, So Kanno.
Cette exposition a reçu 27914 visiteurs.
Un festival "Sors de ce corps" a lieu à la Gaîté-Lyrique en février 2018.

## Biennale 2019
Cette biennale commence en octobre 2019 et se termine en février 2020. Arcadi étant dissoute en 2018, l'organisation de l'événement est confiée au Centquatre-Paris. Sa thématique est "Jusqu'ici tout va bien". Il y a eu au total 337 artistes présentés et 108692 spectateurs.
L'exposition principale se tient au Centquatre-Paris durant toute la durée de la biennale. Elle est divisée en plusieurs phases: 
- Œuvres visibles du 12 octobre au 9 février Artistes: Takayuki Todo, Justine Emard, Krištof Kintera, Beb-deum, Margriet van Breevoort, Martin Backes, Fabien Léaustic, Alexander Schubert, So Kanno, Maarten Vanden Eynde, Michele Spanghero, Thomas Garnier, Vladimir Abikh, Timothée Chalazonitis, Paul Duncomb, Momoko Seto, Shun Owada
- Œuvre visible du 12 octobre au 3 janvier Projet EVA
- du 13 décembre au 26 janvier Hugo Arcier, Helen Knowles, Filipe Vilas-Boas, Simon Christoph Krenn, Moreshin  Allahyari & Daniel Rourke, Magali Daniaux & Cédric Pigot, Alain Josseau, Addie Wagenknecht

L'exposition principale a reçu 35519 visiteurs.
L'exposition "autonomie zéro" a lieu à la Cité internationale des arts, du 21 novembre au 1 décembre 2019.
Le festival "Sors de ce corps" a lieu au Générateur à Gentilly du 18 janvier au 9 février 2020.

## Biennale 2021
La thématique de la biennale est "Au-delà du réel". La biennale dure 3 mois, d'octobre 2021 à janvier 2022.
La biennale se compose de 52 événements dont 19 expositions, dans 28 lieux en Ile-de-France. Il y a eu au total 103402 spectateurs.
L'exposition principale se tient au Centquatre-Paris durant toute la durée de la biennale. Elle est divisée en zones thématiques :
- Combien d’anges peuvent danser sur une tête d’épingle ? Artistes : David Munoz, Dries Depoorter, Geoffroy de Crécy, Guillaume Marmin, Jeroen Van Loon, Justine Emard, Luke Jerram, Richard Vijgen
- Bureau d’expertise des phénomènes invisibles Alan Warburton, Alexandra Daisy Ginsberg, Benjamin Vedrenne, COMMA (Clémence Choquet et Mickaël Gamio), Davide Quayola, Emmanuel Van der Auwera, Fabien Léaustic, Heather Dewey-Hagborg, Jean-Marie Delbes et Hatim El Hihi, Stéphane Bissières, Yuguang Zhang
- Vous n’êtes pas invisibles Le NeoConsortium, Stanza, Daily tous les jours
- Natures dénaturées Donatien Aubert, Paul Duncombe, Stéfane Perraud et Aram Kebabdjian, Tega Brain, Julian Oliver et Bengt Sjölén
- La Terre en colère David Munoz et Camille Sauer, Léa Barbazanges, Semiconductor
- Traqueurs / Traqués Ismaël Joffroy Chandoutis, Victoire Thierrée
- Forensic Architecture

L'exposition principale a reçu 55846 visiteurs.
La biennale inclut une "séquence art et science" à l'École normale supérieure Paris-Saclay, en novembre.
Un week-end Blade Runner se tient le 27 et 28 novembre.

## Biennale 2023
La thématique de cette biennale est "Je est un autre?". La biennale se tient d'octobre 2023 à janvier 2024. Elle inclut 8 expositions, 24 spectacles et installations, dans 22 lieux en Ile-de-France.
L'exposition principale se tient au Centrequatre-Paris. Elle est répartie en plusieurs zones thématiques : 
- À la poursuite de soi-même Christian Rizzo, Universal Everything, Jean-Luc Cornec
- Les Portes du Paradis  Marco Brambilla
- Demain est déjà écrit  Fabien Léaustic, Le NeoConsortium, Bill Vorn
- Archéologie du temps présent  Robbie Cooper, Cristina Galán, Emmanuel Van der Auwera, Cecilie Waagner Falkenstrøm, Montaine Jean, Clare Poolman, Jeanne Rocher et Etta Marthe Wunsch, Halsey Burgund et Francesca Panetta, Frederik Heyman
- Comment en est-on arrivé là ? France Cadet, Ian Spriggs, Collectif Obvious, Donatien Aubert
- Machines, arrière ! Ariane Loze, Ismaël Joffroy Chandoutis, Encor Studio

D'autres expositions ont lieu au Lavoir Numérique à Gentilly, ainsi qu'au Chateau éphémère à Carrières-sous-Poissy, à La Traverse à Alfortville.
Un week-end consacré à Christopher Nolan a lieu le 25 et 26 novembre.